# Jassi Jaissi Koi Nahin
Jassi Jaissi Koi Nahin é uma telenovela indiana produzida e exibida pela Sony Entertainment Television, cuja transmissão ocorreu em 2003. É uma adaptação da trama colombiana Yo soy Betty, la fea, escrita por Fernando Gaitán.

## Elenco
- Mona Singh - Jasmeet Walia / Jessica Bedi / Neha Shastri / Jasmeet Suri
- Apurva Agnihotri - Armaan Suri
- Parmeet Sethi - Raj Malhotra
- Karan Oberoi - Raghav
- Uttara Baokar - Bebe
- Veerendra Saxena - Balwant "Billoo" Walia
- Surinder Kaur - Amrit Walia